# Гараева, Юлия Равильевна
Ю́лия Рави́льевна Гара́ева (род. 27 июля 1968, Москва) — советская и российская фехтовальщица. Бронзовый призёр Олимпийских игр 1996, бронзовый призёр чемпионата мира 1991 в составе команды. Чемпионка СССР (1991) и двукратная чемпионка России (1995, 1996) по фехтованию на шпагах. Заслуженный мастер спорта России (1996). Заслуженный тренер России (2014). Член спортивного общества «Динамо» с 1980 года, окончила Государственный центральный ордена Ленина институт физической культуры (ГЦОЛИФК), Награждена медалью ордена «За заслуги перед Отечеством» II степени. Тренер двукратной чемпионки мира в командных соревнованиях Яны Зверевой.